# Commiphora berryi
Commiphora berryi là một loài thực vật có hoa trong họ Burseraceae. Loài này được (Arn.) Engl. mô tả khoa học đầu tiên năm 1883.